# Župnija Šentpeter - Otočec
Župnija Št. Peter - Otočec je rimskokatoliška teritorialna župnija dekanije Novo mesto škofije Novo mesto. Do 7. aprila 2006, ko je bila ustanovljena škofija Novo mesto, je bila župnija del nadškofije Ljubljana.
Skozi zgodovino je območje šentpeterske fare dolga stoletja spadalo pod prafaro Bela cerkev, katera je bila ustanovljena že l. 1074. Leta 1360 se omenja  kraj kot Capella sancti Petri prope Altenburg (kapela sv. Petra zraven Starega gradu), tudi sam zavetnik farne cerkve apostol Peter kaže na zgodnjo zidavo cerkve. Leta 1452 je bil v Št. Petru ustanovljen vikariat z duhovnikom, kateri pa je do ustanovitve samostojne župnije ostal podložen župniku v Beli cerkvi. Pobuda za ustanovitev vikariata je prišla po vsej verjetnosti z bližnjega Starega gradu. Župnija Bela cerkev z vsemi podružnicami, med katerimi je tudi vikariatna cerkev sv. Petra je bila do leta 1454 pod upravo Oglejskega Patriarhata. Omenjenega leta pa je bila izročena stiškemu samostanu. Leta 1620 je vikariat v Št. Petru postal samostojen, leta 1863 pa je bil vikariat povzdignjen v župnijo, Št. Peter pa v farno središče. 
Župnija ima pet cerkva, župnijsko svetega Petra v Šentpetru, in štiri podružnice: romarska cerkev Marijinega rojstva na Trški gori, svetega Janeza Krstnika v Mačkovcu pri Novem mestu, svetega Jurija v Srednjem Grčevju in svetega Jakoba v Ždinji vasi.   
V župniji deluje katoliški zavod Petrov vrtec. 